# Olympische Winterspiele 2010/Teilnehmer (Ghana)
| Gelbes Symbol für Goldmedaillen mit stilisierten Olympischen Ringen | Graues Symbol für Silbermedaillen mit stilisierten Olympischen Ringen | Braundes Symbol für Bronzemedaillen mit stilisierten Olympischen Ringen |
| ------------------------------------------------------------------- | --------------------------------------------------------------------- | ----------------------------------------------------------------------- |
| —                                                                   | —                                                                     | —                                                                       |

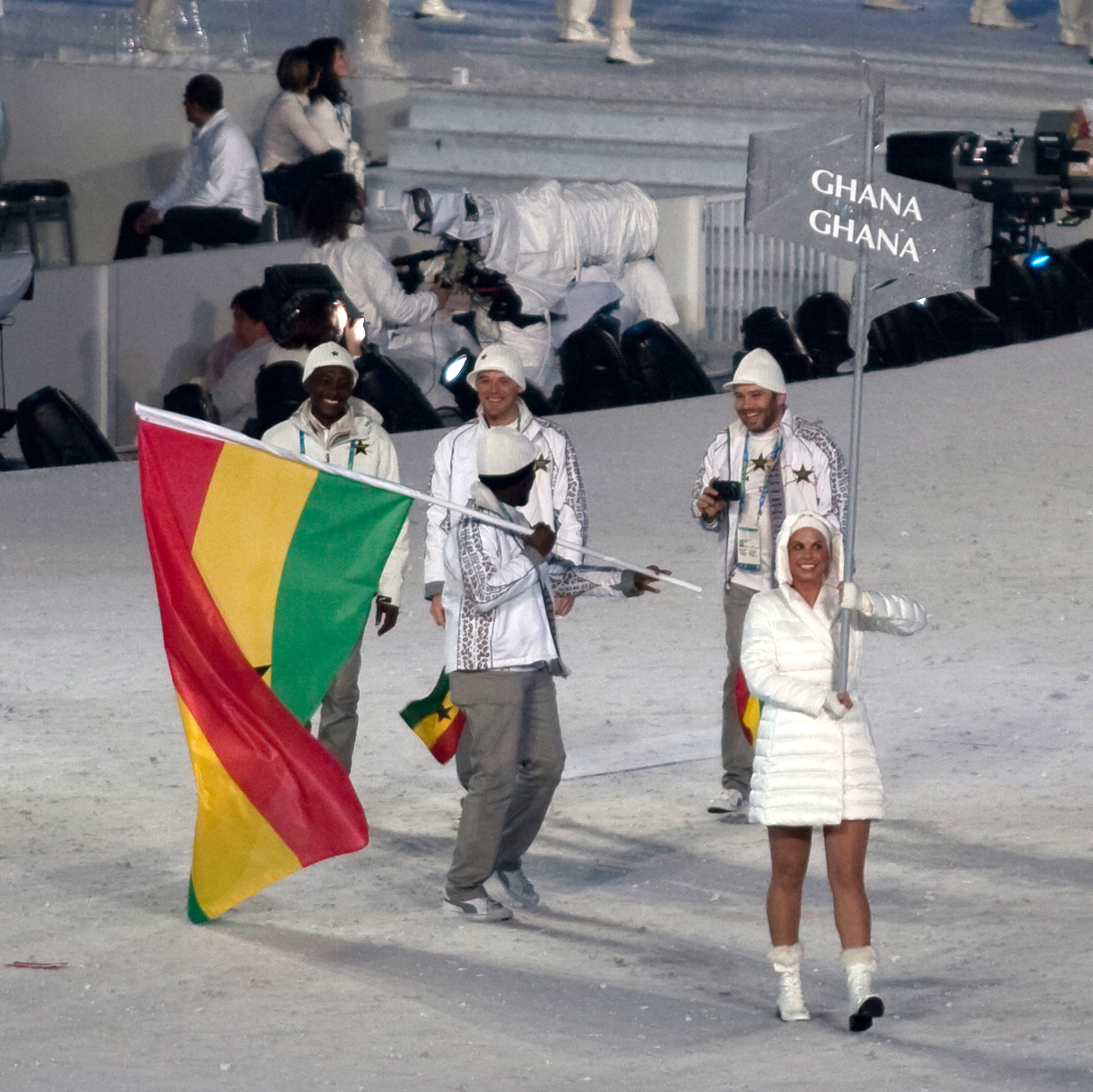
Einmarsch der ghanaischen Delegation

Ghana nahm an den Olympischen Winterspielen 2010 im kanadischen Vancouver mit einem Athleten teil.
Der „Schnee-Leopard“ Kwame Nkrumah-Acheampong sammelte bei FIS-Rennen die nötigen Punkte, um bei den Olympischen Spielen 2010 am Slalomwettbewerb teilnehmen zu können. Er war damit der erste Ghanaer, der sich für Olympische Winterspiele qualifizieren konnte.

## Ski Alpin
| Athleten                 | Wettbewerbe | 1. Lauf     | 2. Lauf     | Gesamt      | Gesamt |
| Athleten                 | Wettbewerbe | Zeit        | Zeit        | Zeit        | Rang   |
| ------------------------ | ----------- | ----------- | ----------- | ----------- | ------ |
| Männer                   |             |             |             |             |        |
| Kwame Nkrumah-Acheampong | Slalom      | 1:09,08 min | 1:13,52 min | 2:22,60 min | 47     |